# Scatsta Airport
Scatsa Airport är en flygplats i Storbritannien.   Den ligger i kommunen Shetlandsöarna och riksdelen Skottland, i den norra delen av landet, 1 000 km norr om huvudstaden London. Scatsa Airport ligger 24 meter över havet. Den ligger på ön Mainland.
Terrängen runt Scatsa Airport är huvudsakligen platt, men söderut är den kuperad. En vik av havet är nära Scatsa Airport norrut. Runt Scatsa Airport är det glesbefolkat, med 9 invånare per kvadratkilometer. Närmaste större samhälle är Symbister, 18,0 km sydost om Scatsa Airport. Trakten runt Scatsa Airport består i huvudsak av gräsmarker.